# NXT TakeOver: Philadelphia
NXT TakeOver: Philadelphia è stata la diciottesima edizione della serie NXT TakeOver, prodotta dalla WWE per il suo settore di sviluppo, NXT, e trasmessa in diretta sul WWE Network. L'evento si è svolto il 27 gennaio 2018 al Wells Fargo Center di Filadelfia (Pennsylvania).
La serie di NXT TakeOver, riservata ai lottatori di NXT, è iniziata il 29 maggio 2014, con lo show tenutosi alla Full Sail University di Winter Park (Florida). I Dark Match sono contati dalla WWE come taping per la prossima puntata di NXT.

## Risultati
| # | Match | Stipulazioni                                                                       | Durata |
| - | --- | ---------------------------------------------------------------------------------- | ------ |
| N | Nikki Cross ha sconfitto Lacey Evans                                                                                    | Single match                                                                       | 02:28  |
| N | TM-61 (Nick Miller e Shane Thorne) hanno sconfitto The Ealy Brothers (Gabriel Ealy e Uriel Ealy)                        | Tag Team match                                                                     | 03:17  |
| N | Roderick Strong ha sconfitto Tyler Bate                                                                                 | Single match per determinare il contendente n°1 al WWE United Kingdom Championship | 08:32  |
| 1 | The Undisputed Era (Bobby Fish e Kyle O'Reilly) (c) ha sconfitto The Authors of Pain (Akam e Rezar) (con Paul Ellering) | Tag Team match per l'NXT Tag Team Championship                                     | 14:50  |
| 2 | Velveteen Dream ha sconfitto Kassius Ohno                                                                               | Single match                                                                       | 10:45  |
| 3 | Ember Moon (c) ha sconfitto Shayna Baszler                                                                              | Single match per l'NXT Women's Championship                                        | 10:06  |
| 4 | Aleister Black ha sconfitto Adam Cole                                                                                   | Extreme Rules match                                                                | 22:02  |
| 5 | Andrade "Cien" Almas (c) (con Zelina Vega) ha sconfitto Johnny Gargano                                                  | Single match per l'NXT Championship                                                | 32:19  |

N Indica che il match farà parte di una futura puntata di NXT.